# Parc d'État de Reelfoot Lake
Le Parc d'État de Reelfoot Lake (en anglais : Reelfoot Lake State Park) est une réserve naturelle située dans l'extrême nord-ouest de l'État du Tennessee, aux États-Unis. Il se trouve sur la rive gauche du Mississippi. Sur une superficie de 100 km², 61 sont occupés par le lac Reelfoot et des milieux aquatiques. On peut y observer le pygargue et l'aigle royal. Les forêts de cyprès chauves bordent les rives du lac.